# Polysyncraton reedi
Polysyncraton reedi is een zakpijpensoort uit de familie van de Didemnidae. De wetenschappelijke naam van de soort is voor het eerst geldig gepubliceerd in 1994 door Monniot & Monniot.